# ゴールデンフット賞

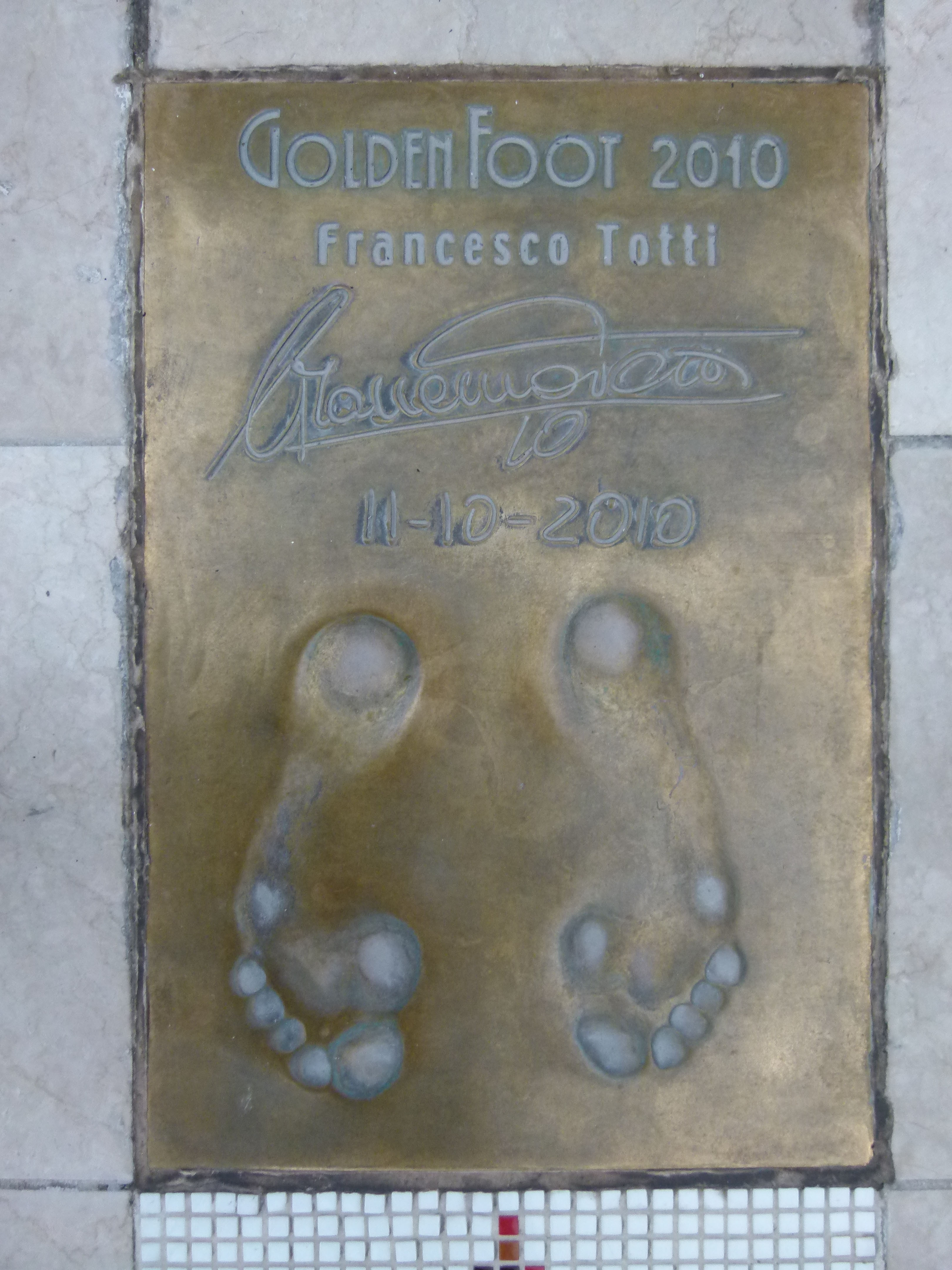
2010年受賞者、フランチェスコ・トッティの「チャンピオンズ・プロムナード」

ゴールデンフット賞（英: GoldenFoot award）は、28歳以上の現役サッカー選手に与えられる賞である。

## 概要
この賞の特筆すべき点は、名選手達の足型を採り、それらをモナコの海岸通りに並べて「チャンピオンズ・プロムナード」というサッカー選手版のウォーク・オブ・フェイムを作ることにある。したがって、選手は一度しか選出されることはない。世界中のサッカーファンによるインターネット投票とGldenFootのメディアパートナーの代表者によってノミネートされた10人の現役選手の中から選ばれる。すでに引退した偉大な選手については“All Time Legend”として授与される。

## 受賞者
| 年度 | 選手                         | 所属クラブ                   |
| ---- | ---------------------------- | ---------------------------- |
| 2003 | ロベルト・バッジョ           | ブレシア                     |
| 2004 | パベル・ネドベド             | ユヴェントス                 |
| 2005 | アンドリー・シェフチェンコ   | ACミラン                     |
| 2006 | ロナウド                     | レアル・マドリード           |
| 2007 | アレッサンドロ・デル・ピエロ | ユヴェントス                 |
| 2008 | ロベルト・カルロス           | フェネルバフチェ             |
| 2009 | ロナウジーニョ               | ACミラン                     |
| 2010 | フランチェスコ・トッティ     | ASローマ                     |
| 2011 | ライアン・ギグス             | マンチェスター・ユナイテッド |
| 2012 | ズラタン・イブラヒモビッチ   | パリ・サンジェルマン         |
| 2013 | ディディエ・ドログバ         | ガラタサライ                 |
| 2014 | アンドレス・イニエスタ       | バルセロナ                   |
| 2015 | サミュエル・エトオ           | アンタルヤスポル             |
| 2016 | ジャンルイジ・ブッフォン     | ユヴェントス                 |
| 2017 | イケル・カシージャス         | ポルト                       |
| 2018 | エディンソン・カバーニ       | パリ・サンジェルマン         |
| 2019 | ルカ・モドリッチ             | レアル・マドリード           |
| 2020 | クリスティアーノ・ロナウド   | ユヴェントス                 |
| 2021 | モハメド・サラー             | リヴァプール                 |
| 2022 | ロベルト・レヴァンドフスキ   | バルセロナ                   |
| 2024 | ラウタロ・マルティネス       | インテル                     |

## All Time Legends
- 2003年度
  -  ディエゴ・マラドーナ
  -  ジャンニ・リヴェラ
  -  エウゼビオ
  -  ジュスト・フォンテーヌ

- 2004年度
  -  アルフレッド・ディ・ステファノ
  -  ミシェル・プラティニ
  -  ディノ・ゾフ

- 2005年度
  -  ジョージ・ベスト
  -  フランシスコ・ヘント
  -  ロベルト・リベリーノ
  -  ルイジ・リーヴァ
  -  ジョージ・ウェア

- 2006年度
  -  ジャチント・ファケッティ
  -  アルシデス・ギジャ
  -  レイモン・コパ
  -  フェレンツ・プスカシュ
  -  ジーコ

- 2007年度
  -  マリオ・ケンペス
  -  ゲルト・ミュラー
  -  ロマーリオ
  -  パオロ・ロッシ
  -  フリスト・ストイチコフ

- 2008年度
  -  アウダイール
  -  ジネディーヌ・ジダン
  -  イーゴリ・ベラノフ
  -  ルイス・スアレス

- 2009年度
  -  ズビグニェフ・ボニエク
  -  オレグ・ブロヒン
  -  レネ・イギータ
  -  カール＝ハインツ・ルンメニゲ
  -  ニウトン・サントス

- 2010年度
  -  ジャンカルロ・アントニョーニ
  -  フランツ・ベッケンバウアー
  -  ドゥンガ
  -  ウーゴ・サンチェス
  -  フランシスコ・バラージョ

- 2011年度
  -  アベディ・ペレ
  -  ルイス・フィーゴ
  -  ラバー・マジェール
  -  ルート・フリット
  -  ハビエル・サネッティ

- 2012年度
  -  フランコ・バレージ
  -  エリック・カントナ
  -  ペレ
  -  ローター・マテウス

- 2013年度
  -  カルロス・バルデラマ
  -  オズワルド・アルディレス
  -  ジャン＝ピエール・パパン

- 2014年度
  -  中田英寿
  -  ハカン・シュキュル
  -  ロジェ・ミラ
  -  ジャン＝マリー・プファフ
  -  アントニーン・パネンカ
  -  ミア・ハム

- 2015年度
  -  ゲオルゲ・ハジ
  -  ダニエル・パサレラ
  -  ダヴィド・トレゼゲ
  -  リナト・ダサエフ

- 2016年度
  -  フランク・デ・ブール
  -  クラウディオ・ラニエリ
  -  カルレス・プジョル
  -  デコ

- 2017年度
  -  ロベルト・マンチーニ
  -  マイケル・オーウェン
  -  マルセル・デサイー
  -  オリバー・カーン
  -  李明

- 2018年度
  -  レオナルド
  -  クラレンス・セードルフ
  -  アンドレア・ピルロ
  -  マルチェロ・リッピ
  -  ディディエ・デシャン

- 2019年度
  -  パウロ・ロベルト・ファルカン
  -  パトリック・ヴィエラ
  -  ジョゼ・アルタフィーニ

- 2021年度
  -  ダニエウ・アウヴェス
  -  パオロ・マルディーニ
  -  ギュンター・ネッツァー
  -  ガブリエーレ・オリアーリ
  -  ケリー・スミス

- 2022年度
  -  エミリオ・ブトラゲーニョ
  -  フアン・セバスティアン・ベロン
  -  ファティ・テリム